# Moral Philosophy and Politics
Moral Philosophy and Politics (MOPP) ist eine internationale philosophische Fachzeitschrift für Moralphilosophie und politische Philosophie.

## Über die Zeitschrift
Die Zeitschrift wurde 2014 von Lukas H. Meyer, Mark Peacock, Peter Schaber und Michael Schefczyk gegründet. Ihr Hauptherausgeber ist Michael Schefczyk (Karlsruher Institut für Technologie). Neben eigenständigen Aufsätzen publiziert Moral Philosophy and Politics thematische Sonderhefte und Symposien. Bekannte Autoren für Moral Philosophy and Politics sind Linda Bosniak, Jason Brennan, Gillian Brock, Matthew Kramer, David Miller, Margaret Moore, Julian Savulescu, Philip Pettit und Natalie Stoljar. Die Zeitschrift hat Sonderhefte und Symposien zu Themen wie Brain Drain, Diskriminierung und den Grenzen von Märkten publiziert.
Moral Philosophy and Politics verwendet ein doppelt-verblindetes Peer-Review-Verfahren, erscheint zweimal jährlich und wird von De Gruyter verlegt.

## Abstracting und Indexierung
Moral Philosophy and Politics ist unter anderem in EBSCO, The Philosopher’s Index, PhilPapers, ProQuest, SCImago und SCOPUS indiziert. Dort findet man auch die entsprechenden Abstracts